# Silvestro Lega
Silvestro Lega (8. prosince 1826, Modigliana – 21. listopadu 1895, Florencie) byl italský realistický malíř, představitel hnutí Macchiaioli. Pocházel z bohaté rodiny a studoval 1884–1847 na Accademia di Belle Arti ve Florencii. Jako horlivý stoupenec Giuseppa Garibaldiho a Giovanniho Verity se podílel na boji za nezávislost Itálie v letech 1848–1849. Poté pokračoval ve studiu ve Florencii u Antonia Ciseriho.

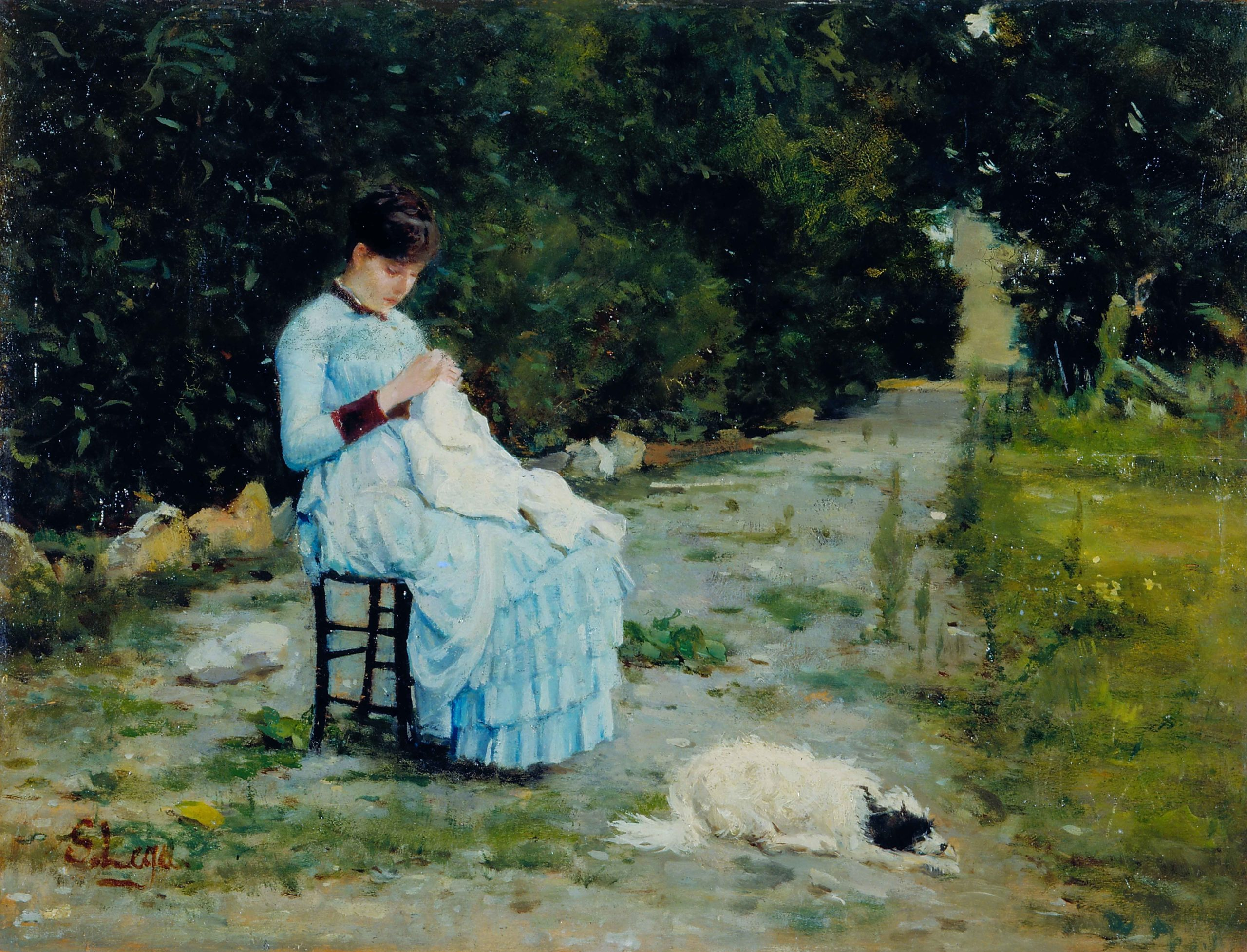
Silvestro Lega: Na zahradě, 1883

Stal se známým díky velkoformátovým obrazům jako Nevěřící Tomáš v Ospitale Civico v Modiglianiě (1858). K hnutí Macchiaioli, skupině florentských malířů, kteří odmítli akademismus, se připojil poměrně pozdě, až v roce 1861. Sblížení se skupinou zprostředkoval zejména Telemaco Signorini. V roce 1863 Lega namaloval do oratoře kostela Madonna del Cantone v Modigliani lunety Mor, Hladomor, Válka a Zemětřesení. V duchu skupiny Macchiaioli pak Lega začal malovat krajiny a žánrové obrazy v plenéru.
V 70. a 80. letech Legu postihla řada osudových ran: smrt blízkých, bankrot jeho obchodu s uměním i oční choroba. Ke konci života žil u přátel, byl nemajetný a trpěl rakovinou žaludku. Zůstal však až do posledních let aktivní jako malíř.